# 血染めの部屋
『血染めの部屋』（ちぞめのへや、英語: The Bloody Chamber、もしくは英語: The Bloody Chamber and Other Stories）はイギリスの作家アンジェラ・カーターが書いた短編小説集である。1979年にイギリスでゴランツが初めて出版し、チェルトナムフェスティバル文学賞を獲得した。この本に収録されている話はおとぎ話や民話に密接に基づいたテーマを共有している。この本には「血染めの部屋」「野獣の求愛」「虎の花嫁」「長靴をはいた猫」「妖精の王」「雪の子」「愛の館の貴婦人」「狼人間」「狼たちの仲間」「狼アリス」の10本の短編が収録されている。収録されている物語の長さには非常にばらつきがある。この本に収録されている物語は、カーターのBurning Your Boatsにも再録されている。

## 収録短編の情報
『血染めの部屋』は1979年に初版が刊行されたが、収録作の多くの物語は雑誌やラジオ、別の短編集などを初出としている。収録作の各種出典・概要は下のリストに記載する。

### 「血染めの部屋」(The Bloody Chamber)
短編集『血染めの部屋』に初めて掲載された。シャルル・ペローなどが文字化している『青ひげ』の翻案である。語り手は美しい十代の女性で、愛していないにもかかわらず、年上のフランスの侯爵と結婚する。「ペローのプロットを模倣することでBluebeardのストーリーを再生産しながらフェミニスト的観点からの脱構築的要素も組み込むという二重の試み」である。

### 「野獣の求婚」(The Courtship of Mr Lyon)
もともとは雑誌『VOGUE』のイギリス版に掲載された。短編集『血染めの部屋』のために改訂されたものである。『美女と野獣』及び1946年のその映画化である『美女と野獣』から影響を受けている。

### 「虎の花嫁」(The Tiger's Bride)
短編集『血染めの部屋』に初めて掲載された。「野獣の求婚」同様『美女と野獣』に基づいている。

### 「長靴をはいた猫」(Puss-in-Boots)
1979年のエマ・テナント編集による短篇集The Straw and the Goldのために書かれたが、この短篇集は刊行されなかった。『長靴をはいた猫』の翻案であり、『セビリアの理髪師』からも影響を受けている。カーターはこの作品における長靴をはいた猫を、「詐欺師としての猫です。（中略）フィガロ風の従僕ですね」と描写している。

### 「妖精の王」(The Erl-King)
雑誌Bananasが初出であり、短編集『血染めの部屋』収録に当たり改訂された。ドイツなどに分布しているおとぎ話の魔王（あるいは妖精の王）の伝承に取材するものである。

### 「雪の子」(The Snow Child)
もともとはBBCラジオ4のNot Now, I'm Listening用に書かれた。短編集『血染めの部屋』のために改訂されたものである。「雪の子」「雪、カラス、血」「スネグーラチカ」、また「白雪姫」の類話などさまざまな民話を参照している。

### 「愛の館の貴婦人」(The Lady of the House of Love)
もともとは『ヴァンピレラ(Vampirella)』という題名で、BBCラジオ3向けののラジオ劇として1976年に執筆されたが、文芸誌アイオワ・レビューに掲載された。『血染めの部屋』に収録されたバージョンは、雑誌掲載分をさらに改訂されたものである。『眠れる森の美女』を下敷きにしており、吸血鬼も登場する。

### 「狼人間」(The Werewolf)
South-West Arts Reviewが初出であり、短編集『血染めの部屋』収録に当たり改訂された。『赤ずきん』の翻案である。

### 「狼たちの仲間」(The Company of Wolves)
雑誌Bananasが初出であり、短編集『血染めの部屋』収録に当たり改訂された。「狼人間」同様『赤ずきん』の翻案である。

### 「狼アリス」(Wolf-Alice)
最初はStandに収録された。短編集『血染めの部屋』のために改訂されたものである。『赤ずきん』の類話にもとづくものである:xviii。『鏡の国のアリス』からの影響も受けている。
2013年デビューのイギリスのロックバンドウルフ・アリス（Wolf Alice)の名前の由来となった。

## スタイルとテーマ
『血染めの部屋』はばらばらの物語を集めたものというよりは、フェミニズムや変身というより大きな共通のテーマにもとづく物語を取り上げた短編集として扱われている。マーガレット・アトウッドは、特にカーターの執筆スタイルは陰気な散文で覆われた「ぞっとする」絵を提示していると述べている。「アーネスト・ヘミングウェイのきれいで光の良く当たる場所や、オーウェルの1枚の窓ガラスのような飾り気のない散文のような執筆スタイルは彼女には向かない。彼女はそれよりも汚らしく、隅っこにかじられた骨があったり、助言を求めないほうがいいほこみまみれの鏡が置かれている大いに不気味な場所を好む」と述べている。この短編集には、陰気な塔やくすんだ情景へのカーターのこだわりが表れている。カーターは、特にゴシックホラーやエドガー・アラン・ポーのファンであることを自ら認めており、また彼女はゴシック小説の古典性を呼び起こすために近親相姦や人食いといった要素を自身の作品の中に含めている。

### フェミニズムとゴシック
カーターは通常、女性を弱く無力な存在として描写するゴシックフィクションの古典的な要素と、強い女性の主人公を対比させることによって効果的にフェミニズムを描き出した。カーターは古典的なゴシックの象徴を利用することによって物語を前に進めるような形で、ゴシックフィクションやジェンダーと戯れている。カーターはゴシックフィクション「登場人物や出来事がリアリティを超えて誇張され、その結果象徴、概念、情熱になってしまう」ようなものだと記している。そしてそれはすべて、不安げな雰囲気を醸し出すことを特別な目的としている。さらにカーターは、ゴシック文学を特定のジェンダーの構造として理解するところから多くを引き出しているように見える。ジョージア大学の英文学教授アン・ウィリアムズは、「男性ゴシックのプロットはオイディプス神話を用いているが、女性ゴシックのプロットはプシューケーやエロースの神話を描いている」と述べた。エロースやプシューケーからは愛が花開く一方、「血染めの部屋」の侯爵は絶えずヒロインを脅かそうとし、その体を切り刻んでゴシック的恐怖の中で客体化しようとする。このような形のゴシック的な恐怖は、エドガー・アラン・ポーがよく短編で暗い調子に影響を及ぼすべく用いたものである。

### 美意識
「血染めの部屋」の中で、アンジェラ・カーターは芸術的な才能の本質を映し出している。ここでは、原作の青髭の登場人物が基になっている侯爵はアートディーラーである。彼の芸術はその殺人の形態に関わっており、以前の妻たちの死体に「美意識」が表れている。この場合、侯爵の現在の妻の役割は「そのミューズのように振る舞うこと」であり、妻という形で侯爵の「芸術家としての誕生が描写され」ている。侯爵は妻をフェティッシュ化し、主体性をはぎ取ろうとするが、ここには芸術的努力の成果を示すために（フィクションにおいて文字通りの形でも、比喩的な形でも）女性を苦しめたがる「男性の文学の伝統」に対してカーターが行っている批判が読み取れる。

## 評価
『血染めの部屋』は、ジャック・ジペス（彼は『血染めの部屋』を「注目すべき短編集」と見なした）やマリーナ・ワーナー（感情を揺さぶるような性質について「小説家としてタブーを破った」と言った）のような数多くの批評家から多くの称賛や注目を受けている。ニール・ゲイマンはインスピレーションの一つとしてこの本を挙げていた。2019年のエッセイLost Transmissionsの中で、グレイディ・ヘンドリックスはアンジェラ・カーターのことを「ファンタジーというジャンルに囲い込まれていない人物であり、そして彼女は非常に偉大な人である。『血染めの部屋』はファンタジー小説の中でこれまでで最も素晴らしい作品のひとつである」と述べていた。しかし批評家のパトリシア・ダンカーは、タブーを十分に破ってはいないと批判し、称賛は控えめだった。彼女は「カーターはフェアリー・ゴッドマザーとベッドにいるシンデレラを想像することはできなかった」と述べていた。いくつかの批評的著作が、カーターの『血染めの部屋』とその他の作品の物語に使われているおとぎ話に焦点を当てて出版されている。
この短編集は大学の文学コースで教えられ、研究され続けている。

## 翻案

### ラジオ
カーターはのちに「狼たちの仲間」と「長靴をはいた猫」をラジオドラマにし、それぞれ1980年と1982年にBBCラジオ3で放送された。1982年にラジオで放送された『長靴をはいた猫』はアンドルー・サックスが主演を務めた。

### 映画
ニール・ジョーダンが監督を務めた1984年の映画『狼の血族』は短編集の中の狼人間の物語、特に『赤ずきん』によく似た話である「狼たちの仲間」(「狼人間」も一部含む)に基づいていた。カーターも直接この映画の脚本に貢献した。ジョーダンとカーターは後に「愛の館の貴婦人」になるラジオドラマ『ヴァンピレラ』の映画化翻案を作ることについても話し合ったが、このプロジェクトは完成しなかった。

## 日本語訳
- 『血染めの部屋 大人のための幻想童話』（富士川義之訳、筑摩書房） 1992年、のちちくま文庫 1999年